# Pablo Jerónimo Grimaldi y Pallavicini
Pablo Jerónimo Grimaldi i Pallavicini (Gènova, 6 de juliol de 1710 - 1 d'octubre de 1789), marquès de Grimaldi, va ser un polític i diplomàtic italo-espanyol. Després d'una àmplia experiència com a ambaixador, Grimaldi va servir com a secretari d'Estat d'Espanya entre 1763 i 1778, ajudant a reconstruir el poder espanyol després de la seva derrota durant la Guerra dels Set Anys. Grimaldi era d'ascendència italiana i membre de la Casa de Grimaldi.

## Biografia
Al servei dels reis Ferran VI i Carles III, va ser ministre plenipotenciari a Suècia i Parma i ambaixador als Estats Generals dels Països Baixos. En 1763 Carles III el va nomenar ambaixador a París on va ajudar a renovar els Pactes de Família amb el secretari francès Étienne François de Choiseul. Això va provocar l'entrada d'Espanya en la guerra amb la Gran Bretanya. També va signar la Pau de París el 1763.
El setembre del 1763, després de l'acomiadament de Ricardo Wall y Devereux, va ser nomenat Secretari d'Estat, càrrec que va ocupar fins a 1776. Va ser reformador, membre del grup conegut com a golillas. Juntament amb el Leopoldo de Gregorio, marquès de Squillace, va ajudar a reprimir els disturbis de 1766 provocats per les reformes de Squellace. (La seva casa va ser saquejada durant els disturbis.) Era membre de la junta que va votar per la supressió dels jesuïtes en 1767.
Després del fracàs de l'expedició contra Alger (1775) va ser destituït i nomenat ambaixador davant la Santa Seu, càrrec que ocuparà fins 1784. Gran d'Espanya, condecorat amb el Toisó d'Or, se li va reconèixer també la condició de Duc de Grimaldi pels serveis prestats a la Corona d'Espanya.